# Карвер, Освальд
Освальд Эрмитидж Карвер (англ. Oswald Armitage Carver; 2 февраля 1887, Марпл, Большой Манчестер — 7 июня 1915, Галлипольский полуостров, Мраморноморский регион) — британский гребец, бронзовый призёр летних Олимпийских игр 1908 года.
На Играх 1908 года в Лондоне Карвер входил во второй экипаж восьмёрок Великобритании. Его команда сразу попала в полуфинал, где проиграла сборной Бельгии. Несмотря на это, она разделила третье место и получила бронзовые медали.